# 2-я улица Энтузиастов
Втора́я у́лица Энтузиа́стов (до 20 октября 1928 года — Втора́я у́лица Данга́уэровской Слободы́) — улица, расположенная в Восточном административном округе города Москвы на территории района Перово.

## История
Улица получила современное название по примыканию к шоссе Энтузиастов. До 20 октября 1928 года улица называлась Втора́я у́лица Данга́уэровской Слободы́ по расположению в Дангауэровской слободе, рабочем посёлке при котельном заводе Дангауэра и Кайзера, построенном во второй половине XIX века на Владимирском шоссе.

## Расположение
2-я улица Энтузиастов проходит от 1-й улицы Энтузиастов на юго-восток, поворачивает на восток и оканчивается. Нумерация домов начинается от 1-й улицы Энтузиастов.

## Примечательные здания и сооружения
По нечётной стороне:
По чётной стороне:

## Транспорт

### Наземный транспорт
По 2-й улице Энтузиастов не проходят маршруты наземного общественного транспорта. Северо-западнее улицы, на шоссе Энтузиастов, расположена остановка «Дом культуры „Компрессор“» трамваев 12, 24, 37, 38, 43, 46, 50, автобусов т30, т53, 125, н4.

### Метро
- Станции метро  Авиамоторная и  Авиамоторная — северо-западнее улицы, у шоссе Энтузиастов

### Железнодорожный транспорт
- Платформа Авиамоторная Казанского направления Московской железной дороги — западнее улицы